# ارنستویل (مریلند)
ارنستویل (به انگلیسی: Ernstville) یک منطقهٔ مسکونی در ایالات متحده آمریکا است که در مریلند واقع شده‌است. ارنستویل ۵۶ نفر جمعیت دارد.